# Baek Eun-hye
Baek Eun-hye (en hangul, 백은혜; nacida el 1 de septiembre de 1986) es una actriz musical y cantante surcoreana.

## Biografía
Baek Eun-hye nació en Seúl (Corea del Sur) el 1 de septiembre de 1986. Se graduó en el Departamento de Música Vocal de la Universidad Femenina de Sookmyung.

## Carrera
Debutó en el musical From the Bottom en 2006, siendo estudiante de primer curso en la universidad. En los años sucesivos apreció en otros muchos musicales como Finding Kim Jong-wook (2007), The Evil Dead (2008), y Spring Awakening (2009). Su actividad como actriz de musicales ha proseguido durante toda su carrera. Así, en 2018 fue Magdalena en Bernarda Alba, y en 2021 tuvo el papel de Agatha Christie en Agatha.
Tras algunos papeles menores en televisión, en 2018 apareció en la exitosa serie ¿Qué le ocurre a la secretaria Kim? como la hermana mayor de la protagonista Kim Mi-so (interpretada por Park Shin-hye), que trabaja como psiquiatra.
En 2019 tuvo un papel breve pero de impacto en la serie de época The Nokdu Flower,  como Baek Yi-hwa, la hija mayor de la familia de Baek, hermana de Yi-hyeon y esposa de Kim Dang-son. Ese mismo año fue Seong-hee, la hijastra de Jeong-sook, en otra serie de gran éxito, Cuando la camelia florece. En ella, de nuevo, según la crítica «mostró su presencia a pesar de su corta duración basada en sus sólidas habilidades de actuación». Cerró el año con otro papel secundario, como empleada que se ocupa de admisiones a la universidad, en Black Dog: Being A Teacher.
En 2020 fue Kang Eun-hee, la hermana menor del protagonista Kang Do-chang, en The Good Detective. También participó en la serie web No, Thank You, que tuvo una segunda temporada en 2022. En ella es Jung Hye-ri, la esposa de Goo-il, mujer ingeniosa e inteligente que no visita a los suegros después de rebelarse contra el hecho de que solo la nuera y la suegra cocinan para los ritos ancestrales.
En 2021 intervino en otras dos series: el drama de época Joseon Exorcist, donde fue la nuera del gobernador Ha, y la comedia de fantasía Sell your haunted house, donde interpretó a Hong Mi-jin, una exorcista muerta precisamente durante un exorcismo, y que era la madre de la protagonista.
A finales del mismo 2021 debutó en el cine con el papel de una empleada del hotel donde se desarrollan las diversas historias de parejas de Happy New Year, película dirigida por Kwak Jae-yong.

## Filmografía

### Películas
| Año  | Título         | Hangul       | Papel                                           | Notas                                                       | Ref.   |
| ---- | -------------- | ------------ | ----------------------------------------------- | ----------------------------------------------------------- | ------ |
| 2021 | Happy New Year | 해피 뉴 이어 | Gerente del equipo de limpieza del hotel Emross | Estrenada simultáneamente en sala y por la plataforma TVING | [ 12 ] |

### Series de televisión
| Año  | Título                              | Papel                                         | Canal    | Notas                           | Ref.          |
| ---- | ----------------------------------- | --------------------------------------------- | -------- | ------------------------------- | ------------- |
| 2010 | My Sister's March                   | No Won-ja                                     | MBC      | Drama especial en dos capítulos | [ 13 ]        |
| 2015 | Six Flying Dragons                  | Bailarina de la fortaleza de la dinastía Yuan | SBS      | Aparición especial              |               |
| 2015 | Awl                                 | Empleada temporal                             | JTBC     | Aparición especial              |               |
| 2017 | Oh, the Mysterious                  | Enfermera del hospital psiquiátrico           | SBS      |                                 |               |
| 2018 | Drama Special - The Long Farewell   | Eom Gwi-jung                                  | KBS2     | Drama especial en un capítulo   | [ 14 ]        |
| 2018 | ¿Qué le ocurre a la secretaria Kim? | Kim Pil-nam                                   | tvN      |                                 | [ 15 ]        |
| 2019 | The Nokdu Flower                    | Baek Yi-hwa                                   | SBS      |                                 | [ 16 ]        |
| 2019 | Cuando la camelia florece           | Sung-hee                                      | KBS2     |                                 | [ 17 ]        |
| 2019 | Black Dog: Being A Teacher          | Song Chan-hee                                 | tvN      |                                 | [ 18 ] [ 19 ] |
| 2020 | The Good Detective                  | Kang Eun-hee                                  | JTBC     |                                 | [ 8 ]         |
| 2020 | No, Thank You                       | Jung Hye-ri                                   | Kakao TV | Serie web                       | [ 9 ]         |
| 2021 | Joseon Exorcist                     | Nuera del ministro Ha                         | SBS      |                                 | [ 10 ]        |
| 2021 | Sell your haunted house             | Hong Mi-jin, madre de Ji-ha                   | KBS2     |                                 | [ 11 ]        |
| 2022 | No, Thank You 2                     | Jung Hye-ri                                   | Kakao TV | Serie web                       | [ 20 ]        |
| 2024 | Familia por elección                | Kang Seo-hyeon                                | JTBC     |                                 | [ 21 ] [ 22 ] |
| 2025 | Si las estrellas hablaran           | Na Min-jung                                   | tvN      |                                 | [ 23 ] [ 24 ] |

## Musicales
| Año       | Título                               | Papel             | Notas                                                       | Ref.         |
| --------- | ------------------------------------ | ----------------- | ----------------------------------------------------------- | ------------ |
| 2006      | From the Bottom                      | Basilia           |                                                             | [ 3 ]        |
| 2009-2010 | Spring Awakening                     | Martha            | 30/06/2009-10/01/2010                                       | [ 3 ]        |
| 2013      | Waiting for the Hero                 | La hija más joven | Happy Theatre, 27/04-01/09                                  |              |
| 2013      | The Mirror Princess Pyeonggang Story |                   | Yeoni Station Art Madang Hall 4, 06/06-01/09                |              |
| 2013-2014 | Triangle                             | Joven             | Young-i Station Sangmyung Art Hall 1, 06/09/2013-26/01/2014 |              |
| 2015      | Dwarfs [Enanos]                      | Sirenita          | Chungmu Art Center Central Theatre Black, 27/02-26/04       | [ 25 ]       |
| 2016      | Dwarfs [Enanos]                      | Sirenita          | 26/01-10/04                                                 |              |
| 2017-2018 | Dwarfs [Enanos]                      | Sirenita          | 26/11/2017-28/01/2018                                       |              |
| 2018      | The Man Who Was Suddenly             | Kim Kot-nim       | Chungmu Art Center Central Theatre Black, 14/02-15/04       | [ 26 ]       |
| 2018      | Taeil                                | La voz de Taeil   | Project Box, Fundación Cultural Wooran, 06/06-18/06         | [ 27 ]       |
| 2018      | Bernarda Alba                        | Magdalena         | Fundación Cultural Wooran en Seongsu-dong, 24/10-12/11      | [ 2 ] [ 28 ] |
| 2019      | Island 1933-2019                     | Varios papeles    |                                                             | [ 3 ]        |
| 2019      | Bea                                  | Bea               | Daehhangno Contests Ground, 03/09-03/10                     | [ 29 ]       |
| 2021      | Agatha                               | Agatha Christie   |                                                             | [ 1 ]        |